# ايرسبيد إينفوي
ايرسبيد إينفوي (بالإنجليزية: Airspeed Envoy)‏ هي طائرة ركاب، أحادية السطح، بمحركين. أنتجت في 1934 بالمملكة المتحدة. من صناعة ايرسبيد المحدودة. كان أول طيران لها في 26 يونيو 1934. انتهت خدمتها في 1951. صنع منها 52 طائرة.